# 30150 Laseminara
30150 Laseminara este un asteroid din centura principală de asteroizi.

## Descriere
30150 Laseminara este un asteroid din centura principală de asteroizi. A fost descoperit pe 5 aprilie 2000 la Socorro, New Mexico, în cadrul proiectului LINEAR. Asteroidul prezintă o orbită caracterizată de o semiaxă mare de 2,36 ua, o excentricitate de 0,12 și o înclinație de 6,5° în raport cu ecliptica.